# Assut del Mas de Franxo
L'Assut del Mas de Franxo és una zona humida d'origen artificial localitzada a la zona NO del Parc natural dels Ports, al terme municipal d'Horta de Sant Joan. Es tracta d'un petit tram del riu Estrets que limita, aigües avall, amb una resclosa d'aproximadament 15 metres i forma, aigües amunt de la resclosa, una massa d'aigua estable, d'unes 0,2 ha, amb característiques i espècies pròpies d'una zona humida.
D'una banda, pel que fa a la vegetació destaca la presència de vegetació helòfita als marges i a l'interior de la làmina d'aigua. Així, tot i que es pot trobar canyís o joncs, destaquen les comunitats dominades per mansega (Cladium mariscus) i per altres ciperàcies. Formen herbassars d'un a dos metres d'alçària, densos, poc rics florísticament i amb la base submergida dins l'aigua bona part de l'any. Es tracta d'una comunitat amb una freqüència rara dins del territori català i molt amenaçat tenint en compte la seva vulnerabilitat.
El riu Estrets és força destacat des d'un punt faunístic i, concretament al tram que ocupa la present zona humida, hi destaquen diverses espècies d'interès. En primer lloc es troba una presència regular de llúdriga (Lutra lutra). També es troba cranc de riu autòcton (Austropotamobius pallipes) i s'hi ha detectat la presència de rata d'aigua (Arvicola sapidus) que viu als marges del curs fluvial entre la densa vegetació que l'acompanya. Per acabar, esmentar que s'ha identificat també en aquest tram la presència de barb cua-roig (Barbus haasi) i madrilla (Chondrostoma miegii).
Pel que fa a les possibles afeccions antròpiques sobre la zona humida dir que es produeix una captació d'aigua de la mateixa zona humida, tot i que sembla que aquesta només es produeix a l'estiu o en períodes de sequera. Així, no s'ha detectat la captació com a impacte significatiu sobre l'espai. La freqüentació antròpica de la zona tampoc esdevé un problema per a la conservació de la zona humida.
El toll de l'Alemany es troba inclòs tant al Parc natural dels Ports com dins dels espais del PEIN "Els Ports" i de la Xarxa Natura 2000 ES5140011 "Sistema prelitoral meridional", en aquest últim cas com a espai LIC i Zona d'especial protecció per a les aus (ZEPA).